# Slalom (film, 2020)
Pour les articles homonymes, voir Slalom.
Pour plus de détails, voir Fiche technique et Distribution.
Slalom est un film dramatique franco-belge réalisé par Charlène Favier, sorti en 2020.
Il s'agit du premier long métrage de fiction de la réalisatrice. Il est sélectionné en compétition officielle au Festival de Cannes 2020. Le film dénonce les agressions sexuelles dans le sport.

## Synopsis
Lyz, 15 ans, vient d'intégrer la section ski-études du lycée de Bourg-Saint-Maurice. Fred, son nouvel entraîneur et ancien champion, remarque immédiatement son talent et mise beaucoup sur elle. Sous la houlette de Fred, Lyz ne tarde pas à enchaîner les victoires. Elle tombe sous l'emprise absolue de son entraîneur,.

## Fiche technique
Sauf indication contraire, les informations mentionnées dans cette section peuvent être confirmées par les bases de données cinématographiques  présentes dans la section « Liens externes ».
- Titre original : Slalom
- Réalisation : Charlène Favier
- Scénario : Charlène Favier et Marie Talon
- Musique : LoW Entertainment
- Photographie : Yann Maritaud
- Son : Gautier Isern, Louis Molinas et Thomas Besson
- Décors : Julie Wassef
- Costumes : Judith de Luze
- Montage : Maxime Pozzi-Garcia
- Production : Édouard Mauriat et Anne-Cécile Berthomeau
- Société de production : Mille et une productions
- Société de distribution : Jour2Fête
- Pays de production :  France et  Belgique
- Langue originale : français
- Format : couleur — 2,35:1
- Genre : drame
- Durée : 92 minutes
- Dates de sortie :
  - France : 29 août 2020 (Festival d'Angoulême)[3] ; 19 mai 2021 (sortie narionale)
  - Québec : 12 mars 2021
  - Belgique : 9 juin 2021

## Distribution
Sauf indication contraire, les informations mentionnées dans cette section peuvent être confirmées par les bases de données cinématographiques  présentes dans la section « Liens externes ».
- Noée Abita : Lyz Lopez
- Jérémie Renier : Fred
- Marie Denarnaud : Lilou
- Muriel Combeau : Catherine
- Maïra Schmitt : Justine
- Axel Auriant (crédité Axel Auriant Blot) : Max
- Frédéric Épaud : le coach de l'équipe de France
- Catherine Marchal : la mère de Justine
- Dominique Thomas : le chauffeur

## Production
Le scénario est rédigé en 2014 par la réalisatrice Charlène Favier, qui a fait du ski de compétition jusqu'à l'âge de 15 ans. L'appartement dans lequel se déroule le film est celui de la mère de la réalisatrice, où elle a vécu enfant.
Le tournage a lieu entièrement en Savoie de mi-janvier à mi-février 2019, dans les stations des Arcs à Bourg-Saint-Maurice, à Tignes et à Val-d'Isère,, pendant cinq semaines et pour un budget de 1,2 million d'euros.

## Accueil

### Sortie
D'abord prévue le 4 novembre 2020, la sortie en salles en France est repoussée en décembre de la même année à cause de la pandémie de Covid-19, puis à une date indéterminée, les salles étant toujours fermées, avant d'être enfin projeté le jour de la réouverture des cinémas, le 19 mai 2021.

### Accueil critique
Le film bénéficie d'un accueil globalement positif ; le site Allociné attribue une note moyenne de 3,8/5 à partir de l'interprétation des critiques de presse collectées. La prestation de Noée Abita et Jérémie Renier, dans des rôles jugés difficiles, est unanimement saluée.

## Distinctions
Sauf indication contraire, les informations mentionnées dans cette section peuvent être confirmées par les bases de données cinématographiques  présentes dans la section « Liens externes ».

### Récompenses
- Festival du film francophone d'Angoulême 2020 : prix Magélis des étudiants francophones
- Festival du cinéma américain de Deauville 2020 : prix d'Ornano-Valenti
- Festival Film by the Sea de Flessingue 2020 : prix de la jeunesse
- Festival international du film francophone de Namur 2020[9] : prix Bayard de la Meilleure Photographie

### Nominations
- César 2022 : 
  - Meilleur espoir féminin pour Noée Abita
  - Meilleur premier film
- Magritte 2022 : meilleur acteur pour Jérémie Renier

### Sélections
- Festival de Cannes 2020 : sélection officielle, en compétition pour la Palme d'or
- Festival Lumière 2020[10] : sélection officielle Cannes 2020